# Namaquarachne thaumatula
Namaquarachne thaumatula är en spindelart som beskrevs av Griswold 1990. Namaquarachne thaumatula ingår i släktet Namaquarachne och familjen Phyxelididae. Inga underarter finns listade i Catalogue of Life.